# Le Bar du téléphone
Pour plus de détails, voir Fiche technique et Distribution.
Le Bar du téléphone est un film policier français réalisé par Claude Barrois, sorti en 1980. L'affiche du film s'inspire de celle du film Le Cercle rouge (1970) de Jean-Pierre Melville.

## Synopsis
Un truand ambitieux déclenche une guerre des gangs, espérant ainsi éliminer toute concurrence dans le monde de la pègre. Le film s'inspire de loin de la tuerie du Bar du Téléphone à Marseille, en octobre 1978.

## Fiche technique
- Titre : Le Bar du téléphone
- Réalisation : Claude Barrois
- Scénario : Claude Néron
- Photographie : Bernard Lutic
- Montage : Nicole Saunier
- Musique : Vladimir Cosma
- Son : Bernard Bats
- Décors : Didier Haudepin
- Producteur : Jacques-Éric Strauss
- Société de production : ATC 3000
- Tournage : du 10 mars au 3 mai 1980
- Pays de production :  France
- Durée : 93 minutes
- Date de sortie : France, 27 août 1980
- Affiche : René Ferracci (France)

## Distribution
- Daniel Duval : Toni Véronèse
- Valentine Monnier : Maria
- François Périer : le commissaire Claude Joinville
- Julien Guiomar : Antoine Bini
- Georges Wilson : Léopold Kretzchman
- Raymond Pellegrin : Robert Pérez
- Christophe Lambert : Paul « Bébé » Franchi
- Richard Anconina : Boum-Boum
- Patrick Laurent : Matelot
- Marc-Michel Bruyat : Barjo
- Philippe Brigaud : Samuel Pérez
- Henri Viscogliosi : Bernard Pérez
- Guy Régent : Henri Pérez
- Jacques Ferrière : Max
- Pierre Julien : Petit Jeannot
- Didier Pain : Mammouth
- Jean-Marie Lemaire : Dents-blanches
- Armando Zambelli : Munari
- Max Morel : Dany Baer
- Jean-Paul Muel : Monsieur Fernand
- Françoise Deldick : Madame Fernand
- Jean-Pierre Rambal : le laquais
- Philippe Jacques : Jo Populo

## La bande sonore
Vladimir Cosma - Le Bar Du Téléphone 1980 OST
- Le Bar Du Téléphone 4:01
- Les Loubards 2:27
- Lamento 2:05
- Vous êtes Wastin Time 4:23
- L'Hôtel Fournaise 1:38
- Maria Et Véronèse 2:40
- Rock Fame 3:38
- Véronèse 2:00
- Panique 2:00
- L'Attente Implacable 2:07
- Bébé Et Boum Boum 1:03
- L'Amende 1:33
- Le Bar Du Téléphone 2:12